# João I do Congo
João I ou Anzinga Ancua (Nzinga a Nkuwu; 1440 - 1506) foi o manicongo do Reino do Congo entre 1470 e 1506. Foi batizado como João a 3 de Maio de 1491 por missionários portugueses. Devido ao seu interesse por Portugal e pela sua cultura, deu início a uma importante iniciativa cultural, em 1485, com a chegada de Diogo Cão. 

## Reinado
Anzinga Ancua foi o sétimo rei do Congo. Teve como esposa a rainha Anzinga Anlaza, sua prima em primeiro grau. Juntos tiveram um filho, Anzinga Umbemba, que ascenderia ao posto do seu pai graças aos esforços da rainha. Sob o seu reinado, a área do reino aumenta para 100,000 km² e é adotado um governo de caráter centralista.

### Contato com os portugueses
Em 1483, uma caravela capitaneada por Diogo Cão chegou ao estuário do Rio Congo e teve o seu primeiro contato com os súbditos do reino. À volta a Portugal, Diogo Cão é acompanhado por emissários do reino. À chegada a Lisboa, estes foram batizados e hospedados num convento antes do seu regresso em 1491.
Juntamente com os emissários vieram sacerdotes, pedreiros, carpinteiros e soldados portugueses, bem como outros produtos de origem europeia. Os navios atracaram em Mpinda e, após uma breve pausa para o batismo do governador de Soyo (tio do manicongo), a procissão seguiu para a capital, onde foram recebidos pelo rei e cinco dos mais importantes nobres do reino.
É batizado juntamente com a sua família a 3 de maio de 1491. Inicialmente, apenas o rei e os seus nobres foram convertidos, mas a seu pedido, a rainha acaba também por ser batizada. A família real congolesa adota então os nomes equivalentes em português e são, portanto, renomeados para João, Leonor e Afonso. Um milhar dos seus súbditos foram recrutados para ajudar os carpinteiros portugueses na construção de uma igreja, e pela mesma medida, os soldados portugueses acompanharam o rei na sua campanha para defender a província de Sundi dos invasores teques. As armas de fogo de origem europeia foram decisivas para a sua vitória e, em virtude desta, vários cativos foram tomados.
Mesmo com o entusiasmo do rei com portugueses no reino, estes acabaram por estar mais interessados no comercio de pessoas escravizadas, marfim e outras especiarias naturais. João I voltaria a religião tradicional em 1495, principalmente devido ao costume da monogamia no cristianismo, que era contra a poligamia permitida pela religião congolesa. Seu filho Afonso permaneceu fiel ao catolicismo, chegando a abrigar missionários e pessoas batizadas em Sundí, província que ele governava. Afonso também disputaria o trono com seus meio-irmãos após a morte de seu pai e consolidaria o cristianismo e presença europeia no país. 